# خمسر
خمسر، روستایی از توابع بخش تولم شهرستان صومعه‌سرا در استان گیلان ایران است.محلی بسیاری عالی جهت کاس کولی گرفتن
این روستا بوسیله یک رودخانه هم مرز با روستای سیاه درویشان واز سمت های دیگر درکنار روستای نرگستان و همچنین لاکسار قرار دارد
از طریق رودخانه با قایق فاصله اندکی با مرداب انزلی و شهر بندر انزلی دارد(در حدود ١۵ دقیقه) 

## جمعیت
این روستا در دهستان هندخاله قرار دارد و براساس سرشماری مرکز آمار ایران در سال ۱۳۸۵، جمعیت آن ۱۶۰ نفر (۵۷خانوار) بوده‌است.